# Casasco d'Intelvi
Casasco d'Intelvi là một đô thị ở tỉnh Como trong vùng Lombardia, có cự ly khoảng 50 km về phía bắc của Milano và khoảng 15 km về phía bắc của Como, ở biên giới với Thụy Sĩ. Tại thời điểm ngày 31 tháng 12 năm 2004, đô thị này có dân số 391 người và diện tích là 4,0 km².
Casasco d'Intelvi giáp các đô thị: Cabbio (Thụy Sĩ), Castiglione d'Intelvi, Cerano d'Intelvi, San Fedele Intelvi, Schignano.